# Aphanius dispar
Aphanius dispar és una espècie de peix de la família dels ciprinodòntids i de l'ordre dels ciprinodontiformes.
Els mascles poden assolir els 7 cm de longitud total.
Es troba des d'Egipte fins a Somàlia, Mar Roig, Golf Pèrsic, Índia occidental, Aràbia Saudita, Iran i, a través del Canal de Suez, ha penetrat a la Mediterrània sud-oriental (Israel).

## Subespècies
- Aphanius dispar dispar (Rüppell, 1829).
- Aphanius dispar richardsoni (Boulenger, 1907).